# Antimodes
Antimodes es un personaje de ficción en las novelas de Dragonlance ambientadas en el universo del juego de rol Dungeons & Dragons. Es un archimago túnica blanca, y buen amigo de Par-Salian desde la niñez. Aparece por primera vez en el libro "Raistlin el Aprendiz de Mago" quince años antes de La Guerra de la Lanza además de aparecer escasamente y ser mencionado en los próximos tomos "Raistlin Crisol de Magia", "Raistlin el Mago guerrero" y "Raistlin el Túnica Roja".

## Historia
Desciende de una familia de sastres, siendo Antimodes el menor de tres hijos en Port Balifor, donde el reside.
Par-Salian le da la orden de recorrer Ansalon en busca de rumores y hechos de la guerra que Par-Salian había previsto (La Guerra de la lanza) además de que debía buscar al “Nuevo talento” cosa que no le hace gracia, pues a Antimodes no le gustan los niños.
En su viajes, llega a solace para pasar la noche cómodamente antes de dirigirse hacia la torre de alta hechicería de Wayreth. De pasada llegar al El Último Hogar, ya que le gusta la cerveza de Otik al entrar en la taberna se encuentra con Flint Fireforge y poco después con la bella y cautivadora Kitiara Uth-Matar quien deduce rápidamente que Antimodes es un mago y se retira para buscar a sus hermanos.
Antimodes molesto por esto está a punto de retirarse, pero al percibir la mirada burlona de Flint decide quedarse a esperar, así se encuentra por primera vez a Raistlin Majere y a Caramon Majere. Sintiendo la “mano de dios” en el hombro, y un gran potencial en Raistlin, Antimodes decide apadrinarlo en el estudio de la magia, pagando sus estudios bajo la mentira de que los magos del consejo, pueden ofrecer una beca estudiantil a los jóvenes con talento en la magia.
Unos años después, mira con orgullo como Raistlin entra en la prueba de las torres de hechicería, y se preocupa por él, viendo cómo es que acaba la prueba de su ahijado. Poco tiempo después tiene una charla con Raistlin y con el amigo de este, el mago Lemuel donde le advierte que quizás deba prepararse en las artes de la guerra y lo aconseja el trabajo de mercenario en compañía de su hermano.
- Datos: Q5697350